# Linea Blu 40-es vízibusz (Velence)
A velencei Linea Blu 40-es jelzésű vízibusz a Tronchetto és a lidói Casinò között közlekedett a Canal Grande csatornán keresztül gyorsjáratként. A viszonylatot az ACTV üzemeltette.

## Története
A Linea Blu 40-es járat csak egyetlen, az 1998-as nyári szezonban közlekedett, és esténként, éjszakánként a lidói Casinò vendégeit szállította.
Az egykori Linea Blu 40-es járat története:
| Időszak | Járat- szám  | Megállók                                  |
| ------- | ------------ | ----------------------------------------- |
| 1998    | Linea Blu 40 | Tronchetto – Piazzale Roma – Lido, Casinò |

## Megállóhelyei
| sz. | idő (perc) | megállóhely neve | sz. | idő (perc) | látnivalók   |
| --- | ---------- | ---------------- | --- | ---------- | ------------ |
| 0   | 0          | Tronchetto       | 2   | 55         |              |
| 1   | 10         | Piazzale Roma    | 1   | 45         |              |
| 2   | 55         | Lido, Casinò     | 0   | 0          | Lido, Casinò |